# 大岗埠唐氏庄园
大岗埠唐氏庄园位于中国广西壮族自治区雁山区大埠乡大岗埠村，建成于1872年。
该庄园为清同治十年（1871年）由大岗埠豪绅唐岳所建，于次年建成。庄园坐东朝西，后靠小山，前临小溪，南北宽300多米，东西深100多米，占地面积约为3万平方米，其中建筑面积为2817.4平方米。庄园四周围有墙垣，南面为“水龙门”，东面为“后山门”，皆有石砌券顶，以石板或卵石铺路。水龙门现存有明崇祯八年（1635年）唐鉴墓碑，后山门券顶有清带唐世培记载太平军毁村一事的石刻一件。庄园内横列唐仁、唐义、唐智兄弟曾居住的三组建筑，有堂房楼舍共计100余间。北面的唐仁所居之建筑尤为精致，木雕鎏金门窗，天井中植有名贵花木。庄园北端建有神庙，中心建有家祠，共有三进。门匾“唐氏家祠”字样为时称粤西五才子之一的王拯题于同治十年（1871年）。唐氏庄园为现存广西规模较大的私家府第及有南方特色的清代庄园，现基本保存较佳。1987年公布为桂林市文物保护单位。